# 太行米口袋
太行米口袋（学名：Gueldenstaedtia taihangensis）为豆科米口袋属下的一个种。

## 扩展阅读
維基物種上的相關：太行米口袋